# 아즈마 히로키
아즈마 히로키(東 浩紀, 1971년 5월 9일 ~ )는 일본의 비평가이자 소설가이다. 스스로를 ‘사상가 견습’이라고 칭한다. 애칭은 아즈망(일본어: あずまん)이다.
도쿄 공업대학 세계문명센터 인문학원 디렉터·특임교수, 와세다 대학 문화구상학부 교수로서, 학위로는 박사(학술, 도쿄 대학·1998년)를 취득하였다. 도쿄 대학 대학원 정보학환 객원조교수, 고쿠사이 대학 글로벌 커뮤니케이션 센터 부소장·교수 등을 역임했다.

## 개요
1971년생의 도쿄도 미타카시 출신으로, 대학 전공은 현대사상, 표상문화론, 정보사회론이다. 1993년에 호세이 대학의 가라타니 고진의 강의에 숨어서 참가한 아즈마는, 자신이 쓴 평론을 그에게 직접 전달했다. 후에 그 러시아의 작가 알렉산드르 솔제니친의 라게리 수용 경험을 바탕으로 한 일련의 작품을 논한 〈솔제니친―확률의 감촉(ソルジェニーツィン－確率の手触り)〉(《비평공간(批評空間)》)으로 평론가로 데뷔, 평론 활동을 시작한다. 본인은 ‘현대사상을 좋아하는 오타쿠’(現代思想好きのオタク)라고 자인한다. 또한, 2009년에는, 처음으로 소설 《퀀텀 패밀리즈(クォンタム・ファミリーズ)》를 발표했다. 일본 SF 작가 클럽 회원이자 일본 추리작가 협회 회원이기도 하다.

## 약력
- 1990년, 쓰쿠바 대학 부속 고마바 고등학교 졸업. 도쿄 대학 문학1류 입학.
- 1994년, 도쿄 대학 교양학부 과학사·과학 철학 전공 졸업.
- 1998년, 도쿄 대학 대학원 종합 문화 연구과 박사과정 수료. 박사(학술).
- 2002년 4월, 게이오기주쿠 대학 문학부 비상근교수로 취임(2004년 3월까지).
- 2003년 4월, 고쿠사이 대학 글로벌 커뮤니케이션 센터(GLOCOM) 주임연구원·조교수에 취임.
- 2003년 5월, 스탠포드 일본 센터 리서치 펠로(Research Fellow)(2006년 8월까지).
- 2004년 9월, 고쿠사이 대학 글로벌 커뮤니케이션 센터 주간연구원.
- 2004년 11월, 고쿠사이 대학 글로벌 커뮤니케이션 센터 교수.
- 2006년 4월, 고쿠사이 대학 글로벌 커뮤니케이션 센터 부소장.
- 2006년 6월, 사임. 7월 말 주간연구원에서 퇴직.
- 2006년 10월, 도쿄 공업 대학 세계 문명 센터 인문학원 특임교수.
- 2007년 4월, 도쿄 공업 대학 세계 문명 센터 인문학원 디렉터.
- 2010년 4월, 와세다 대학 문화구상학부 교수(재직중).

## 활동
초등학생 때 고마쓰 사쿄에 관심을 쏟았다. 초등학교 5학년 때 받은 니치노켄의 모의고사에서 전국 3위, 이후 니치노켄 시부야 교(校)의 '특관(特冠) 클래스'에서 대부분 맨 앞줄에 앉았다. 쓰쿠바 대학 부속 고마바 중학교에서는 항상 성적 1위. 중학생 때는 시끌별 녀석들, YMO에 열중했다. 고등학생 때 가라타니 고진의 《내성과 소행(内省と遡行)》에 수록된 〈언어, 수, 화폐(言語、数、貨幣)〉를 읽고, 사고를 형성하는 과정에 깊게 감명받았다. 1993년 〈솔제니친 시론(ソルジェニーツィン試論)〉(《비평공간(批評空間)》)으로 평론가로 데뷔했다. 또한, 그 원본은 가라타니가 당시 강의하던 호세이 대학에서 몰래 강의에 참가한 아즈마가 직접 전달한 것이다. 데뷔 이후 다수의 인문학계 잡지에 평론을 게재, 가라타니 고진과 아사다 아키라가 편집위원을 맡았던 비평공간에 연재한 《존재론적, 우편적―자크 데리다에 대하여(存在論的、郵便的―ジャック・デリダについて)》(1999년)을 첫 번째 저서로 신쵸샤에서 출판, 발매 3주만에 1만 3천부로 인문서로는 이례적인 판매 기록을 보여 1999년 10월 4일호 《AERA》의 표지를 장식했고, 또 산토리 학예상을 수상하고, 미시마 유키오 상의 후보에 올랐다. 그 띠지에는 아사다 아키라의 저서 《구조와 힘(構造と力)》이 과거의 것이 되었음을 자인하는 말이 실렸다.

## 저서

### 평론

#### 단저
- 《존재론적, 우편적―자크 데리다에 대하여》(存在論的、郵便的―ジャック・デリダについて, 신초샤, 1998년 한국어판 조영일 역, b , 2015년)
- 《우편적 불안들》(郵便的不安たち, 아사히 신문사, 1999년)
- 《불과시적인 것의 세계》(不過視なものの世界, 아사히 신문사, 1999년)
- 《동물화하는 포스트모던―오타쿠에서 본 일본 사회》(動物化するポストモダン―オタクから見た日本社会, 고단샤 현대신서, 2001년. 한국어판 이은미 역, 선정우 감수, 문학동네, 2007년)
- 《게임적 리얼리즘의 탄생―동물화하는 포스트모던 2》(ゲーム的リアリズムの誕生―動物化するポストモダン2, 고단샤 현대신서, 2007년. 한국어판 장이지 역, 선정우 감수, 현실문화연구, 2012년)
- 《문학환경론집 아즈마 히로키 컬렉션 L》(文学環境論集東浩紀コレクションL, 고단샤 BOX, 2007년)
- 《정보환경론집 아즈마 히로키 컬렉션 S》(情報環境論集東浩紀コレクションS, 고단샤 BOX, 2007년)
- 《비평의 정신분석 아즈마 히로키 컬렉션 D》(批評の精神分析東浩紀コレクションD, 고단샤 BOX, 2007년)
- 《우편적 불안들β》(郵便的不安たちβ, 우노 츠네히로 해설, 가와데 문고(河出文庫) 아즈마 히로키 어카이브스1, 2011년)
- 《사이버스페이스는 어째서 그렇게 불리는가》(サイバースペースはなぜそう呼ばれるか, 하마노 사토시 해설, 가와데 문고 아즈마 히로키 어카이브스2, 2011년)
- 《일반의지 2.0―루소, 프로이트, 구글》(一般意志2.0―ルソー、フロイト、グーグル, 고단샤, 2011년)

#### 공저
- 카사이 키요시 《동물화하는 세계의 안에서》(動物化する世界の中で, 슈에이샤 신서, 2003년)
- 오오사와 마사치 《자유를 생각하다―9·11 이래의 현대사상》(自由を考える―9・11以降の現代思想, 일본방송출판협회 NHK 북스, 2003년)
- 키타다 아키히로 《도쿄에서 생각하다―격차·외교·내셔널리즘》(東京から考える―格差・郊外・ナショナリズム, 일본방송출판협회 NHK 북스, 2007년)
- 오쓰카 에이지 《리얼의 행방―오타쿠는 어떻게 사는가》(リアルのゆくえ―おたく/オタクはどう生きるか, 고단샤 현대신서, 2008년)
- 미야다이 신지 《아버지로서 생각하다》(父として考える, 일본방송출판협회 생활인 신서, 2010년)

#### 편저
- 《망상언론F 개―포스트모던·오타쿠·섹슈얼리티》(網状言論F改―ポストモダン・オタク・セクシュアリティ, 세이도샤(青土社), 2003년)
- 《파상언론S 개―사회학·메타게임·자유》(波状言論S改―社会学・メタゲーム・自由, 세이도샤, 2005년)
- 《콘텐츠의 사상―만화·애니메이션·라이트 노벨》(コンテンツの思想―マンガ・アニメ・ライトノベル, 세이도샤, 2007년)
- 《신현실》 Vol. 1(新現実, 오쓰카 에이지 책임편집, 아즈마는 1호만을 공동편집, 카도카와 쇼텐, 2002년)
- 《사상지도》(思想地図, 키타다 아키히로와 공동편집, 일본방송출판협회 NHK 북스, 2008년~2010년)
- 《사상지도β》(思想地図β, 컨텍처스(コンテクチュアズ), 2010년~)
- 《일본적 상상력의 한계》(日本的想像力の未来, 일본방송출판협회 NHK 북스, 2010년)

### 소설

#### 단저
- 《퀀텀 패밀리즈》(クォンタム・ファミリーズ, 신초샤, 2009년. 한국어판 이영미 역, 자음과모음, 2011년)
- 《프랙탈/리로디드》(フラクタル/リローデッド, 미디어 팩토리 《다 빈치》 2011년 2월호~)

#### 공저
- 사쿠라자카 히로시 《캐릭터즈》(キャラクターズ, 신초샤, 2008년)

#### 연재
- 《패러리리컬 네이션스》(パラリリカル・ネイションズ, 겐토샤(幻冬舎) 《papyrus》, 2011년 6월 28일호~)
- 연작단편으로서 《크리세의 물고기》 시리즈(クリュセの魚, NOVA 새로 쓰는 일본 SF 컬렉션(NOVA 書き下ろし日本SFコレクション), 제2권부터 연재화)

## 같이 보기
- 모에
- 가라타니 고진
- 아사다 아키라